# Валлин, Стефан
Стефан Эрик Валлин (швед. Stefan Erik Wallin; родился 1 июня 1967, Вааса, Финляндия) — финский политик, лидер Шведской народной партии (2006—2012), член Парламента Финляндии; министр обороны Финляндии (2011—2012) в правительстве Юрки Катайнена.

## Биография
Родился 1 июня 1967 года в Вааса. Обучался в Академии Або в Турку, где получил степень магистра социологии.
С 1989 по 1993 года работал корреспондентом шведоязычной газеты «Васабладет» (Vasabladet) в Вааса.
С 1 января по 19 апреля 2007 года исполнял должность министра охраны окружающей среды в первом правительстве М. Ванханена.

## Партийная деятельность
С 1993 года состоял членом Шведской народной партии, а с 2006 года являлся её лидером (председателем).
30 марта 2012 года заявил, что не будет выдвигать свою кандидатуру в ходе летнего переизбрания на пост председателя партии и что это решение не связано с конфликтами в сфере реформы вооруженных сил. 10 июня 2012 года, на прошедшем 9—10 июня съезде партии новым лидером партии был избран Карл Хаглунд. В связи с этим избранием было объявлено, что Хаглунд заменит Валлина на посту министра обороны Финляндии.

## Государственная деятельность

### Министр культуры и спорта
С 19 апреля 2007 по 22 июня 2010 года — министр культуры и спорта во втором правительстве Ванханена и с 22 июня 2010 по 22 июня 2011 года — в той же должности в кабинете Мари Кивиниеми. Сторонник сохранения изучения шведского языка в школах Финляндии.
21-22 октября 2009 года — участник мероприятий X российско-финляндского культурного форума «Этнокультурное многообразие: традиции и инновации» в Сыктывкаре.

### Министр обороны
С 22 июня 2011 года назначен министром обороны Финляндии в кабинете министров Юркки Катайнена.
В ходе реформы, предпринятой Министерством обороны Финляндии, было предложено сократить шесть воинских гарнизонов. Скандал вокруг действий министра обороны Валлина возник после того, как стало известно, что министр вычеркнул шведоязычный гарнизон Драгсвик из списка закрываемых объектов. Ряд политиков (в их числе партийный секретарь СДП Микаэль Юнгнер), критиковавших армейскую реформу, посчитали, что Драгсвик был сохранен за счет закрытия других гарнизонов и высказались за отставку министра. Премьер-министр Юрки Катайнен тем не менее подтвердил своё доверие министру обороны,, а сам министр отклонил идею о своей отставке. Парламент Финляндии 95 голосами против 59 высказался за вотум доверия министру.
Одновременно возникла общественная полемика и вокруг квартирной сделкой министра: в 2001 году Валлин с женой приобрели квартиру в центре города Турку у Фонда Академии Або, заплатив фонду 225 тысяч евро, а продал квартиру этому же фонду в 2009 году за сумму чуть менее 400 тысяч евро. Канцлер юстиции Яакко Йонкка не нашёл в сделке признаков незаконного обогащения министра за счёт Фонда Академии Або, членом правления которого является Валлин. Полиция также не нашла в сделке министра состава преступления.
5 июля 2012 года Валлина на посту министра обороны сменил Карл Хаглунд.